# Przegaliny Duże
Przegaliny Duże [pronunciación en polaco: /pʂɛɡaˈlinɨ ˈduʐɛ/] es un pueblo en el distrito administrativo de Gmina Komarówka Podlaska, dentro del Distrito de Radzyń Podlaski, Voivodato de Lublin, en Polonia oriental. Se encuentra aproximadamente 6 kilómetros al noroeste de Komarówka Podlaska, 19 kilómetros al este de Radzyń Podlaski, y 69 kilómetros al norte de la capital regional, Lublin.
El pueblo tiene una población de 557 habitantes.